# ام‌فیل
دانشوری (به انگلیسی: Master of Philosophy یا M.Phil.) یک مدرک پژوهشی تحصیلات تکمیلی است که نیازمند تکمیل پایان‌نامه است. این مدرک در حالت کلی، مرحله‌ای بین کارشناسی ارشد و دکترا است.